# Bellas durmientes
Bellas durmientes (título original: Sleeping Beauties) es una novela de terror y fantasía de los escritores estadounidenses Stephen King y Owen King, publicada el 26 de septiembre de 2017 por Charles Scribner's Sons.

## Sinopsis
En la humilde ciudad de Dooling, parte de la región ficticia de los Tres Condados de Appalachia, ocurre un extraño asesinato cuando dos hombres que tienen un laboratorio de metanfetamina en su remolque son golpeados hasta la muerte por una misteriosa mujer, que luego incendia el laboratorio y se entrega ante la policía de manera voluntaria. Al mismo tiempo, comienzan a llegar informes de una misteriosa enfermedad que se extiende por todo el mundo, lo que hace que las mujeres caigan en un sueño profundo, envueltas en un extraño capullo. Apodada "Aurora", la enfermedad también hace que las mujeres que duermen sufran de una rabia homicida, atacando y asesinando brutalmente a cualquiera que intente abrir los capullos.

## Información
El libro fue mencionado inicialmente en una entrevista con el programa radial canadiense Q. Sobre la novela, Stephen King afirmó: "Owen vino con esta brillante idea, además yo había colaborado antes con Joe. No voy a decir cuál es la idea porque es demasiado buena".
Fue anunciada de manera oficial en junio de 2016 y se afirmó que su historia se llevaría a cabo principalmente en una prisión de mujeres de West Virginia durante un evento paranormal en el que todas las mujeres del mundo caen en un profundo sueño. El 1 de septiembre de 2017 Entertainment Weekly publicó un extracto de la novela en su edición especial The Ultimate Guide to Stephen King.